# 西子报春苣苔

西子报春苣苔（学名：Primulina xiziae）为苦苣苔科报春苣苔属下的一个种。分布于中国浙江。